# Mater Dei High School (Santa Ana, California)
Mater Dei High School es una escuela secundaria privada, católica, y Coeducación, en Santa Ana, California. Se encuentra en la Diócesis Católica de Orange. Con una matrícula de 2300 estudiantes (2006) Mater Dei High School es una de las más grandes escuelas secundarias católicas en Estados Unidos. Mater Dei High School es conocida por sus programas deportivos de gran éxito, especialmente el baloncesto y el fútbol americano masculino. En 2008, Sports Illustrated valoró Mater Dei High School segundo en su lista de Best High School Athletic Programs (Mejor escuela secundaria de Programas Atlético).

## Estadística
| Category         | Stats |
| ---------------- | --- |
| Fondo Religioso: | 83% Católico; 17% otra fe                                                                                               |
| Fondo Cultural:  | 47% Blanco; 2% Negro; 21% Hispano; 14% Asiático; 16% otros o no declarada                                               |
| Académico:       | 62% de estudiantes asistió a la escuela primaria católica; 38% Asistieron privado o escuelas públicas                   |
| Académico:       | 15 AP and 16 clases de Honores; 40% matriculados en clases de AP o de Honores                                           |
| Académico:       | 99% continúan a la universidad; 80% califican para una universidad de cuatro años                                       |
| Académico:       | 2009 SAT resultados: 90% tomó la SAT; 530 promedio lectura crítica, 530 promedio escritura, 530 promedio de matemáticas |
| Académico:       | Hasta 30% reciben un total de $750,000 anualmente en ayuda de la cuota basada en la necesidad                           |